# Ausländerfeindliche Proteste in Dresden
Ausländerfeindliche Proteste in Dresden traten seit 2014 gehäuft auf, nachdem sich das islam- und fremdenfeindliche, völkische, rassistische sowie weithin als rechtspopulistisch klassifizierte Bündnis der Patriotischen Europäer gegen die Islamisierung des Abendlandes (Pegida) infolge verstärkter Flüchtlingsbewegungen nach Deutschland gegründet hatte. 2014 lag der Ausländeranteil in der Bevölkerung der Stadt Dresden noch bei 5,1 % und somit über dem sächsischen (weniger als 4 %), jedoch deutlich unter dem Bundesdurchschnitt (ca. 10 %). Bis 2022 verdoppelte sich der Anteil an Ausländern in Dresden auf über 11 %.

## 2014

### Verhinderung des Asylbewerberheims in Laubegast
Bewohner des Dresdner Stadtteils Laubegast hatten 2014 die Einrichtung eines Asylbewerberheims verhindert. Der Eigentümer des Hotels, welches als solches dienen sollte, hatte sein Angebot „überraschend zurückgezogen“, teilte die Stadt Dresden mit. Er begründete seine Entscheidung mit dem „massiven Widerstand der Bevölkerung“. Der Mann war in sozialen Netzwerken bedroht worden, es gab Hakenkreuzschmierereien, Handzettel wurde in die Briefkästen verteilt. Die Wände seines Hotels Prinz Eugen wurden mit „asylkritischen Sprüchen“ besprüht.
In das Hotel sollten bis zu 94 Flüchtlinge einziehen. Der Dresdner Stadtrat hatte den Standort des Übergangswohnheims am 11. Dezember 2014 per Beschluss bestätigt und kurz vor Weihnachten gab die Bauaufsicht grünes Licht. Die Stadtteilinitiative „MeinLaubegast.de“ hatte daraufhin eine Petition gegen die Umwidmung des Hotels ins Internet gestellt, welche von 5700 Menschen unterschrieben wurde. Die Hälfte der Unterzeichner stammte nach Angaben der Gegeninitiative „Laubegast ist bunt“ nicht aus Dresden. Der Wahlkreis Leuben/Laubegast sei ein „politisches Risikogebiet“ schrieb „MeinLaubegast.de“ in der Petition. Der Wahlkreis hat die zweithöchste NPD-Wählerrate in der Stadt.
Zu dem Vorfall bemerkte Jens Hoffsommer, migrationspolitischer Sprecher der Grünen-Fraktion im Stadtrat: „Es ist kein gutes Signal, dass verantwortungsvolle Bürger auf Grund von Druck und Angst ihre Unterstützung zurückziehen.“ Er mahnte an, vor dem Hintergrund der Pegida-Bewegung positive Zeichen zu setzen.
Im September 2015 gab es unter dem Druck der notwendigen Auflösung der Zeltstadt nach Angaben des Dresdner FDP-Stadtrates Jens Genschmar eine Begehung des Objektes durch das Liegenschaftsamt mit einem Ausländerbeauftragten und dem Eigentümer. Eine diesbezügliche Anfrage von Genschmar an den Sozialbürgermeister Martin Seidel wollte dieser prüfen. Stadtsprecher Karl Schuricht machte Genschmar den Vorwurf, dass dieser „mit unwahren Behauptungen nach Außen geht“.
Ende Oktober 2015 wurde bekannt, dass die Dresdner Stadttochter STESAD das Laubegaster Hotel „Prinz Eugen“ gekauft hat, damit dort zum Jahresende nun doch bis zu 115 Asylbewerber einziehen können. Sofort regte sich erneut Bürgerprotest hiergegen. Des Weiteren beantragte die AfD eine Aktuelle Stunde im Stadtrat zum Asylthema, in welcher die Grünen ihre Redezeit Claus Dethleff überließen, dem Koordinator des Netzwerks „Laubegast ist bunt“. Dieser nutzte seinen Vortrag am 30. Oktober 2015 zur eindeutigen Werbung für die geplante Unterbringung: „Es sind keine Kriminellen, es sind keine Heiligen die ins Prinz Eugen einziehen. Es sind Menschen“.

### Bürgerinitiative „Klotzsche sagt Nein zum Heim“
Am 3. November 2014 sprach sich der Ortsbeirat (seit 2018: Stadtbezirksrat) Klotzsche unter dem Eindruck der rapide steigenden Flüchtlingszahlen für den Bau eines Übergangswohnheimes für 60 alleinstehende männliche Asylbewerber in der Klotzscher Karl-Marx-Straße bis Dezember 2016 aus. „Zahlreiche Bürger“ artikulierten sich während dieser Sitzung „lautstark gegen die Einrichtung“ dieser Asylunterkunft. Der Standort in unmittelbarer Nähe von zwei Schulen und eines Kindergartens sei „nicht akzeptabel“. Nach Angaben der Sächsischen Zeitung formierte sich in der Folge ab dem 8. November 2014 die Bürgerinitiative „Klotzsche sagt NEIN zum Heim“, welche als erste Aktion am 10. November eine Mahnwache mit über 500 Teilnehmern vor dem Klotzscher Rathaus durchführte. An einer Gegendemonstration beteiligten sich knapp 100 Personen. Eine Woche später nahmen am 17. November 700 Personen an der Mahnwache teil, am 24. November dann 800 Personen. Des Weiteren wurden Fackelumzüge organisiert.
Am 11. Dezember bestätigte der Dresdner Stadtrat in einer turbulenten Sitzung den Plan zum Bau des Klotzscher Asylbewerberheimes sowie elf weitere Objekte für Asylbewerber. Daraufhin organisierten die Anwohner eine permanente Demonstration. Um die Situation wieder zu beruhigen, setzten die gesellschaftlich Verantwortlichen für Montag, den 15. Dezember einen Gesprächstermin in der Klotzscher Christuskirche an. Vertreter des Sozialamtes, des Planungsamtes, der Polizei, des Ausländerbeirates, der Landeszentrale für politische Bildung und ein Schuldirektor stellten sich den Fragen der etwa 450 Anwesenden. Über 100 Anwohner fanden keinen Platz mehr in der überfüllten Kirche. Dabei kam es zu keiner wirklichen Annäherung. Die Kritiker verließen zumeist recht früh diese Versammlung, auf der sie aus ihrer Sicht vor vollendete Tatsachen gestellt worden waren.
Nach den montäglichen Mahnwachen Ende 2014 verlegte die Bürgerinitiative ab 2015 aufgrund der montäglichen Pegidademonstrationen ihre Treffen auf den Donnerstag. Am 21. Januar 2015 versammelten sich zwischen 160 (laut Sächsischer Zeitung) und 250 (laut dem Veranstalter) Personen an der Ecke von Königsbrücker Landstraße und Karl-Marx-Straße und zogen mit einem Fackelzug durch den Ort. Sie protestierten gegen die neueste Entwicklung in den Asylangelegenheiten. Das Airport-Hotel in der Karl-Marx-Straße hatte angeboten, Asylbewerber zu beherbergen. Dies wurde von der Stadtverwaltung geprüft. Parallel dazu gab es auch ein Angebot aus dem Festspielhaus Hellerau, zwanzig Asylbewerber aufzunehmen. Am 28. Januar 2015 wurde die 13. Mahnwache der Bürgerinitiative am Rathaus mit etwa 150 Beteiligten durchgeführt. Ein Sprecher der Initiative äußerte sich: „Wir sind nicht gegen Ausländer, sondern kritisieren die Asylpolitik“.
Um den anhaltenden Konflikt zu entschärfen, wurde am 18. März 2015 eine weitere Bürgerversammlung, diesmal im Klotzscher Airporthotel, durchgeführt. „Mehr als 70 Anwohner hatten sich dort versammelt, um mit Sozialbürgermeister Martin Seidel (parteilos), dem Landtagsabgeordneten Christian Hartmann (CDU) und mit Ortsbeirat Steffen Sickert (CDU) zu diskutieren.“ Auch der Leiter des Polizeireviers Nord, Thomas Wurche, stellte sich den Anliegen der Bürger. Diese forderten eine Abstandnahme der Stadt von den Plänen, Asylbewerber mitten im Wohngebiet unterzubringen, sowie abgelehnte Asylbewerber umgehend abzuschieben. Die politischen Vertreter versuchten, die aktuelle Asylpolitik zu erklären. „Zum Ende der Versammlung weigerten sich jedoch viele Klotzscher, ihnen weiter zuzuhören und verließen schimpfend den Saal“.
Die Initiative ist auch weiterhin aktiv und vereint mittlerweile fast 2500 Bürger. Im Oktober 2015 war sie maßgeblich an den Protesten gegen die neue Erstaufnahmestelle für Asylbewerber auf dem Dresdner Flughafen beteiligt.

## 2015

### Rechte Proteste gegen eine Zeltstadt für Asylbewerber

#### Proteste und NPD-Demonstration am 24. Juli 2015
Am 24. Juli 2015 errichtete das DRK Sachsen als Betreiber binnen 24 Stunden eine Zeltstadt im Dresdner Stadtteil Friedrichsstadt, weil das Land Sachsen mit der Ankunft von bis zu 1100 Flüchtlingen rechnete. Im Notaufnahmelager Chemnitz war bereits vier Wochen zuvor zum wiederholten Male eine Zeltstadt mit einer Kapazität bis zu 850 Personen errichtet worden. Der Vorsitzende des Vorstands des DRK-Landesverbandes Sachsen, Rüdiger Unger, gab an, dass Mitarbeiter der Hilfsorganisation schon beim Aufbau von Schaulustigen daran gehindert worden waren, Vorbereitungen für das Lager zu treffen. Sie wurden angegriffen, bedroht und als „Verräter“ und „Schweine“ angepöbelt. Zwei Dutzend junge Männer spazierten nachts über die Fläche und mussten schließlich von der Polizei vertrieben werden. In einem Fall sei jemand sogar mit einem Auto auf einen DRK-Helfer zugefahren. „Ich habe so etwas noch nie erlebt“, äußerte sich Unger gegenüber der FAZ.
Nach Angaben von Sachsens Innenstaatssekretär Michael Wilhelm waren Mitarbeiter des Innenministeriums attackiert worden, als sie Informationsmaterial in die Briefkästen der Nachbarn verteilten. Er nannte die Ereignisse „beschämend“. „Mitarbeiter des Technischen Hilfswerkes hätten aus Angst vor Steinewerfern Helme mitgebracht.“
Bereits am Mittag des 24. Juli hatte der NPD-Kreisverband Dresden zu einer Demonstration gegen das Zeltlager aufgerufen. Die Pegida-Bewegung appellierte an ihre Anhänger via Facebook, der NPD-Veranstaltung fernzubleiben. Es kamen etwa 200 NPD-Demonstranten, welche auf die Gegendemonstration trafen.

#### Illegales ausländerfeindliches Flugblatt
Offenbar im Zusammenhang mit dem Aufbau der Zeltstadt brachten Unbekannte am 27. Juli 2015 in der Friedrichstadt ein gefälschtes Flugblatt mit der Überschrift „Willkommen in Dresden“ in Umlauf. Es stammt angeblich vom Dresdner Sozialamt, vom DRK Sachsen und dem Bündnis „Dresden für alle“, welche sich bereits davon distanziert haben und über entsprechende strafrechtliche Schritte nachdenken. „Auf den Flugblättern gab es abstruse Gebrauchsanweisungen für Kinder, Frauen und Männer im Umgang mit Flüchtlingen. So sollen sich die Dresdner angepasst kleiden. Blonden Frauen wird geraten, ihr Haar zu verhüllen.“ Frauen sollten auf kurze und leichte Röcke und schulterfreie Tops verzichten und stattdessen lange Kleidung tragen, wenn sie Umgang mit Flüchtlingen haben. Außerdem sollten sie sich die Haare dunkel färben, Tattoos und Piercings verstecken. „Männer sollten auf das Trinken von Alkohol in der Öffentlichkeit ebenso verzichten, wie auf Bratwürste die aus Schweinefleisch sind. Bei Problemen mit den Asylbwerbern wird davon abgeraten, die Polizei zu rufen.“

#### Weitere Demonstration gegen die Zeltstadt
Ebenfalls am 29. Juli 2015 kamen etwa 50 Menschen vor dem Lager zusammen, um eine spontane Demonstration zu veranstalten, welche sogleich untersagt wurde. Die Polizei vermied eine politische Zuordnung der Personen und sprach von „Personen in Dynamo-Trikots“. Wegen des ausgesprochenen Demonstrationsverbotes wurde aus der Gruppe heraus ein Böller gezündet. Daraufhin stellten die Beamten die Identität von etwa 40 Personen fest und dabei Sturmhauben und Schlaghandschuhe sicher. Es wurde ein Platzverweis ausgesprochen.

#### Extreme Fremdenfeindlichkeit
Am 29. Juli 2015 rief ein Mitglied des Verbandes der Reservisten der Deutschen Bundeswehr, Landesgruppe Sachsen, auf der Facebook-Seite von Dresden Fernsehen dazu auf, das „Asylantenschmarotzerpack“ mit einem Maschinengewehr mit 1100 Schuss zu ermorden. Der Landesvorsitzende Sachsen, Christoph Lötsch, sagte dem Sender, der Mann werde aus dem Verband ausgeschlossen. Er bezeichnete den Kommentar als niederträchtig und schäbig, weswegen er außerdem Strafanzeige wegen Volksverhetzung stellen werde. Nach Mitteilung von Dresden Fernsehen wurde der Kommentar gelöscht. Der Mann sei aus dem Verband der Reservisten der Deutschen Bundeswehr selbst ausgetreten.

### Gegendemonstrationen und Solidarisierung mit den Flüchtlingen

#### Gegendemonstration am 24. Juli 2015
Der Abgeordnete im Sächsischen Landtag, Mirko Schultze (Die Linke), meldete eine Gegendemonstration an. Noch vor der Eröffnung griffen Rechtsextremisten aus der NPD-Demonstration heraus das Zeltlager an. Etwa 200 Rechte standen 350 Gegendemonstranten gegenüber, welche zwischenzeitlich aufeinander zurannten. „Die Polizei, die mit etwa 50 Beamten die Demonstrationen mit zusammen rund 550 Teilnehmern absicherte, setzte Pfefferspray ein, um beide Gruppen zu trennen.“
Bei diesen Auseinandersetzungen wurden zwei Frauen im Alter von 15 und 25 Jahren sowie ein 60-jähriger Mann verletzt. Die NPD-Demonstrations-Teilnehmer warfen Flaschen, Steine, Böller sowie eine Warnbake in Richtung der Gegendemonstranten. Zudem hatte eine Gruppe von 30 Rechtsextremisten versucht, zur Gegendemonstration durchzubrechen. Die Polizei nahm einen Verdächtigen vorübergehend fest und löste die Versammlung vorzeitig auf.

#### Aktivität des Netzwerkes „Dresden für alle“
Ab dem 24. Juli 2015 stand das Netzwerk „Dresden für alle“ mit den Verantwortlichen der Zeltstadt in Kontakt und bot freiwillige Hilfe an. Bereits am 25. Juli bekam die Initiative Räumlichkeiten vom DRK zur Verfügung gestellt und bildete eine Spendengruppe, eine Übersetzungsgruppe und eine Sozialbetreuungsgruppe. Am 26. Juli war das Lager für Sachspenden durch etwa 500 Geber völlig überfüllt. Es konnte auch medizinisches Fachpersonal an das DRK vermittelt sowie Menschen mit Gesundheitszeugnis zur Unterstützung bei der Essensausgabe gewonnen werden.

#### Weitere Auseinandersetzungen und Demonstrationen
Am Abend des 27. Juli 2015 griffen vor der Zeltstadt etwa 30 Personen, die von der Polizei dem linken Spektrum zugeordnet werden, eine 46-jährige Frau in ihrem Auto an. Die Gruppe schlug mehrere Seitenscheiben ein und trat gegen das Fahrzeugheck. Die Frau wurde bei dem Vorfall verletzt.
Am Abend des 28. Juli 2015 griff eine Gruppe von Rechtsextremen abreisende Teilnehmer einer antirassistischen Demonstration an. Dabei fügten sie einem 25-Jährigen eine Kopfwunde zu. Der Landesvorsitzende von Bündnis 90/Die Grünen Sachsen, Jürgen Kasek, sprach von „vermummten Nazihooligans“, welche Asylunterstützer angegriffen hätten.

#### Rückzug des Netzwerkes „Dresden für alle“ von der Zeltstadt
Am 27. Juli 2015 gab die Initiative „Dresden für Alle“, die seit dem 25. Juli 2015 Spenden für die Flüchtlinge gesammelt hatte, die Spendenkoordinierung sowie die Listen mit Helfern und Übersetzern geordnet an das DRK ab. „Wir sind nicht mit allen Umständen unseres Einsatzes zufrieden und es gibt gute Gründe, warum wir die Koordinierungsarbeit an das DRK übergeben haben“, schrieb der Verein zur Erklärung. Die Initiative kritisierte die über Nacht vom Staatsministerium des Innern angeordnete Errichtung des Zeltlagers als eine logistische Überforderung. Die extrem beengte Unterbringung in Zelten auf einem dafür ungeeigneten Grundstück sei weder unter hygienischen, sozialen noch unter Sicherheits-Aspekten zu verantworten. Die Unterbringung von so vielen Menschen auf so engem Raum ohne jegliche Privatsphäre sei unzumutbar. „Die Freiwilligen seien zwar weiter einsatzbereit, sie könnten aber keine Verantwortung für die Lage im Camp übernehmen.“

### Problematische Situation in der Zeltstadt

#### Allgemeines
Ärzte sprachen im Zusammenhang mit den Zuständen in der Zeltstadt von „kriegsähnlichen Zuständen“ und einer „humanitären Katastrophe“. Diese Einschätzung fußte auf folgenden Feststellungen:
- die Flüchtlinge müssten in heißen, überfüllten Zelten ohne ausreichende Ver- und Entsorgung leben
- die hygienischen Bedingungen seien so schlecht, dass sich virale Durchfallerkrankungen und Krätze ausgebreitet hätten
- die Arbeitsbedingungen für das medizinische Personal wären indiskutabel, es habe an den einfachsten Utensilien gefehlt, Medikamente könnten bei der Hitze nicht vernünftig gelagert werden
- darüber hinaus gebe es keine Möglichkeit der getrennten Untersuchung von Männern und Frauen im ebenfalls überhitzten Ambulanzcontainer
- es könne auch nicht sein, dass die Versorgung der Zeltlagerbewohner zu hohen Anteilen auf Freiwilligen beruht.

Als Fazit ziehen die Mediziner die Nichteinhaltung des Grundgesetzes infolge der Verletzung der Würde der Menschen, des Rechtes auf Gesundheit, des Rechtes auf Privatsphäre und der Gefährdung des Kindeswohls. Es würden noch nicht einmal die Mindeststandards der Weltgesundheitsorganisation (WHO) für Flüchtlingslager eingehalten. „Die Stadt Dresden und der Freistaat Sachsen sorgen nicht für gesetzlich geregelte Mindeststandards, die für alle Menschen in Deutschland gelten.“
Die Ärzte vor Ort halten die Zustände für schlimmer als bei ihren Erfahrungen in der Dritten Welt. Offenbar war das Land Sachsen ungenügend auf die vorhersehbare Flüchtlingssituation vorbereitet. Rainer Ordemann, Oberarzt am Uniklinikum, hält die Zustände in Dresden für nicht besser als in Zeltlagern an der Grenze zu Syrien. „Zusätzlich stehen aber hier noch dumpfe Typen vor dem Tor und pöbeln.“
In diesem Zusammenhang erklärte die DGPPN-Präsidentin Iris Hauth im Deutschen Ärzteblatt: „Deutschland muss für Flüchtlinge und Asylsuchende einen adäquaten Zugang zum Gesundheitssystem schaffen und den Zugang zu psychiatrisch-psychotherapeutischen Hilfsangeboten sicherstellen“.

#### Protest der Asylbewerber gegen die Unterbringung in der Zeltstadt
Am frühen Abend des 29. Juli 2015 hatten Bewohner der Zeltstadt mit einem Sitzstreik in der Einfahrt des Lagers gegen die ihrer Meinung nach inakzeptablen Lebensbedingungen in der Notaufnahmeeinrichtung protestiert. Die etwa 40 Flüchtlinge blockierten dabei auch ein Fahrzeug des Technischen Hilfswerks mit geladenen Bettgestellen, das in das Camp fahren wollte. Beim Erscheinen des Dresdner Sportbürgermeisters Winfried Lehmann löste sich die Blockade kurz vor 19 Uhr bis auf einige wenige Männer auf, da im Innern des Camps eine Diskussion eröffnet wurde. Es gab Flüchtlinge, die über Nacht unter freiem Himmel schlafen mussten, weil in den Zelten zu wenig Platz und keinerlei Privatsphäre vorhanden war. Die Feldbetten standen dicht gedrängt und oftmals ohne warme Decken in den Notzelten. Bereits tags zuvor hatte der Sächsische Flüchtlingsrat erklärt: „Es gibt keine Rückzugsmöglichkeiten und keine Privatsphäre für Familien mit Säuglingen und Kleinkindern, für Frauen und andere Schutzbedürftige“. Zudem kam es zu Problemen bei der Verteilung von Lebensmitteln und bei der Bereitstellung gespendeter Kleidung. Die Essensportionen waren zu klein und die Ausgabe mangels Personals zu langsam. Auch die Versorgung mit Dixi-Toiletten war unzureichend. Der Präsident der Landesdirektion Sachsen, Dietrich Gökelmann, und der Dresdner Kulturbürgermeister Ralf Lunau versprachen rasche Abhilfe und sagten schnell die Aufstellung weiterer Sanitärcontainer und Müllbehälter sowie auch eine schnellere Lebensmittelversorgung zu. Die Bewohner forderten, mit ihren Familien nicht mehr in Zelten untergebracht zu werden.

#### Massenschlägerei zwischen Asylbewerbern in der Zeltstadt
Gegen 12.10 Uhr des 1. August 2015 kam es in der Zeltstadt nach verbalen Attacken zu einer Massenschlägerei zwischen den Asylbewerbern, in welche etwa 100 Personen verwickelt waren. Männer und Frauen gingen mit allem, was greifbar war, aufeinander los, unter anderem mit Eisenstangen, Stöcken, Zaunlatten, Tischen, Stühlen und Bettgestellen. Auch Kinder gerieten zwischen die Fronten. Bei diesen gewalttätigen Auseinandersetzungen sind acht Personen, darunter mindestens eine Frau, so schwer verletzt worden, dass sie zur Behandlung in ein Krankenhaus gebracht werden mussten. Die Mitarbeiter des DRK waren mit der zugespitzten Situation vollkommen überfordert. Nur ein schnelles Eingreifen der Polizei, welche mit 14 Streifenwagen und zwei Zügen der Bereitschaftspolizei bereits vor dem Lager im Einsatz war, konnte Schlimmeres verhindern. Zusätzlich musste Bereitschaftspolizei zugezogen werden, die bereits auf dem Weg zu dem Drittligaspiel Chemnitz gegen Rostock war. Auch ein Hubschrauber war im Einsatz. Während der Polizeiaktion blieb die Bremer Straße vorübergehend gesperrt. Die Flüchtlingsgruppen, etwa 50 Syrer und 50 Afghanen, wurden getrennt. Es blieben 80 Polizisten zur dauerhaften Deeskalation im Zeltlager. Nun wird mit Hochdruck daran gearbeitet, eine der Konfliktparteien in ein anderes Lager zu verlegen. Für das vorgesehene Notaufnahmelager in zwei Turnhallen der Technischen Universität Dresden fehlt es vor allem noch an Zäunen für die Absperrung des Geländes.
Für das Netzwerk „Dresden für Alle“ kam dieser Gewaltausbruch nicht überraschend. „Die Nerven liegen blank, auch weil viele geflüchtete Menschen nicht wissen, was mit ihnen passiert“, äußerte sich Sprecher Eric Hattke. Neben Defiziten bei der Grundversorgung werde kaum Rücksicht auf kulturelle Unterschiede genommen. Die Zustände im Lager können weiterhin nur als katastrophal bezeichnet werden. Viele haben „keine Schuhe und vernünftige Kleidung und verwenden ihr Taschengeld nun, um sich in nahegelegenen Supermärkten mit Essen zu versorgen“. Die Flüchtlinge hatten schon tagelang die Lebensbedingungen in der Zeltstadt beklagt. Sie hätten zu wenige Waschgelegenheiten und nur verdreckte Toiletten. Ihre Zelte seien überfüllt und für eine Mahlzeit müsse man bis zu drei Stunden anstehen. Deshalb sind bereits mehrere Bewohner an Krätze erkrankt.

### Reaktionen auf die Ereignisse um die Zeltstadt
Der sächsische Staatsminister für Bundes- und Europaangelegenheiten und Chef der sächsischen Staatskanzlei, Fritz Jaeckel, verurteilte im Namen der Regierung Sachsens die Gewalt und die Übergriffe scharf: „Angegriffene DRK-Mitarbeiter und Körperverletzungen gegenüber Menschen, die Flüchtlinge willkommen heißen, sind nicht hinzunehmen. Hier werden Grenzen überschritten“.
Unter dem Eindruck der Ereignisse will das Innenministerium mehrere Züge der Polizei und der Bereitschaftspolizei in die Dresdner Friedrichstadt verlegen. „Neben der Polizei sollen zehn Wachschützer im Dauereinsatz die Sicherheit der Zeltstadt gewährleisten“.
Kritik an der vorhersehbaren Situation kam von Michael Schmelich, dem sozialpolitischen Sprecher der Grünen im Stadtrat Dresden. Er bezeichnete die Informationspolitik des Freistaats als „skandalös“ und sprach von einem „Kommunikationsgau“, weil vereinbart worden war, dass die Stadt frühzeitig informiert wird. Der Freistaat hätte vollendete Tatsachen geschaffen. Die Unterbringung in Zelten wäre die denkbar schlechteste Alternative: „Schuld daran hat der Freistaat, der den Bau einer Erstaufnahmeeinrichtung an der Stauffenbergallee aus meiner Sicht grundlos verzögert“. Auch die Tageszeitung „Die Welt“ sieht die Länder in Asylangelegenheiten zunehmend überfordert. Durch die Nachrichten über überfüllte Notaufnahmeeinrichtungen würde Druck auf den Bund aufgebaut, die Länder „bei der Versorgung der Aslbewerber zu entlasten“. Es ginge „um Strukturen – und ums Geld“.
Die Grünen im Sächsischen Landtag erhoben schwere Vorwürfe gegen die Polizei, die nach eigener Darstellung zunächst nur mit etwa 50 Beamten im Einsatz gewesen war. Grünen-Innenexperte Valentin Lippmann meinte, die Polizei hätte die Lage angesichts der zu erwartenden Proteste vollkommen unterschätzt. Die minimale Polizeipräsenz sei „fahrlässig und unverantwortlich“ gewesen.
PEGIDA-Initiator Lutz Bachmann distanzierte sich bei der Montagsdemonstration vom 27. Juli 2015 erneut von jeglicher Gewalt und sprach sich gegen Demonstrationen vor Flüchtlingsheimen aus. Am gleichen Tag gab die Landeshauptstadt Dresden die Presseerklärung „Das wahre Gesicht der Stadt Dresden ist die Hilfsbereitschaft“ heraus.
Am 28. Juli reagierte die Polizei auf die ständigen Auseinandersetzungen im Zusammenhang mit der Zeltstadt und gründete eine Spezialeinheit aus Kräften der Dresdner Kriminalpolizei, dem Operativen Abwehrzentrum Rechtsextremismus der Landespolizei und dem Polizeirevier Dresden-West.
Der neu gewählte Dresdner Oberbürgermeister, Dirk Hilbert, kritisierte in der Stadtratsitzung vom 6. August 2015 die Verhältnisse in der Zeltstadt und veranlasste die Entsendung von drei Ärzten und drei Krankenschwestern aus dem Gesundheitsamt dorthin. Darüber hinaus stellte er u. a. die Forderung: „Der Freistaat Sachsen muss aufhören, Probleme nur zu verwalten, sondern rechtzeitig informieren und gemeinsam mit den Kommunen menschenwürdige Unterbringungsmöglichkeiten finden sowie uns die notwendigen Mittel zur Verfügung zu stellen. Das Problem darf nicht weiter auf dem Rücken der Schutzsuchenden und Kommunen ausgeweitet werden.“
Am 7. August reagierte Sachsens Landesregierung auf die anhaltenden Vorwürfe. Die Staatssekretärin im Sächsischen Staatsministerium für Soziales, Andrea Fischer, gab zu: „Die hygienische Situation im Camp war anfangs kritisch und ist noch nicht optimal. Da muss man auch nichts beschönigen“.

### Anschläge auf ein Asylbewerberheim in Stetzsch
Aus einer Menschenmenge von etwa 30 Personen heraus wurden am 25. Juli 2015 Steine gegen eine Asylunterkunft im Dresdener Stadtteil Stetzsch geworfen, wobei sechs Scheiben zu Bruch gingen. Das zu einem Flüchtlingsheim umgebaute ehemalige Hotel sollte demnächst mit Flüchtlingen belegt werden. Die Polizei geht von einem fremdenfeindlich motivierten Vorfall aus und stellte an einer Tankstelle nahe dem Tatort die Identität von 27 Personen fest.
Am 27. Juli 2015 erklärte die Stadt Dresden, dass sie an dem Standort festhalten werde, obwohl von Unbekannten übelriechende Buttersäure verkippt worden war. An diesem Tage wurde auch der erst für die Zeit der Belegung geplante ganztägige Wachschutz gerufen. Mit dem Lindenhof in Stetzsch verfügt die Stadt Dresden dann über dreizehn Gemeinschaftsunterkünfte mit 787 Plätzen für Asylbewerber.
Am 29. Juli, dem Einzugstag der ersten Asylbewerber, rückte erneut ein Umweltzug der Feuerwehr aus, nachdem der Heimleiter erneut Buttersäure in einem Raum entdeckt hatte. Dennoch sollen die künftigen Heimbewohner einziehen. Nach Angaben der Polizei wurde die übelriechende Flüssigkeit nicht in einem Schlafraum verschüttet. Wegen des Verdachts auf einen fremdenfeindlichen Hintergrund ermittelt das Operative Abwehrzentrum Rechtsextremismus. Nach dessen Angaben „wurde eine Glasflasche mit Buttersäure durch ein geöffnetes Fenster ins Innere des Heims geworfen. Es habe sich um eine geringe Säuremenge gehandelt, Gesundheitsgefahr bestehe nicht, sagte eine OAZ-Sprecherin“. Die Asylbewerber kommen unter anderem aus Syrien, Afghanistan und Pakistan.
Am 25. September wurden zwei mit dem Fahrrad fahrende Asylbewerber aus einem Auto heraus mit Pfefferspray angegriffen und stürzten. Der oder die Täter können unerkannt fliehen.

### Proteste gegen Asylbewerber und Blockade einer Sporthalle in Übigau
Durch den unerwartet schnellen und hohen Temperatursturz Ende September 2015 wurde das Land Sachsen gezwungen, die Zelte der Erstaufnahmeeinrichtung mit 950 Plätzen zügig abzubauen. Bis zur zweiten Oktoberhälfte soll dort eine wintertaugliche Leichtbauhalle für rund 500 Flüchtlinge entstehen. Daraufhin erklärte sich der Oberbürgermeister der Stadt Dresden in einem Treffen mit der Staatsregierung zu einer Sonderzuweisung von 498 statt der geplanten 98 neuen Asylbewerber bereit. Parallel dazu wurde bereits damit begonnen, vier Sporthallen an der Ginsterstraße, am Terrassenufer, an der Schleiermacherstraße und an der Thäterstraße zu räumen und für 228 Asylbewerber einzurichten. Hilbert äußerte sich: „Turnhallen sind eigentlich nicht geeignet, um Personen menschenwürdig unterzubringen. Aber andere Gebäude, die für Flüchtlinge vorgesehen sind, waren jetzt noch nicht fertig.“
Am 30. September stellte sich vor der Halle an der Thäterstraße in Übigau eine Gruppe wütender Anwohner und betroffener Sportler den Helfern von Stadt und Feuerwehr entgegen. Die Angaben über die Anzahl der Personen differiert von etwa 50 (laut DNN) bis etwa 100 (laut Sächsischer Zeitung). Durch die Protestierer wurde auch die Zufahrt zur Halle mit Autos blockiert. Daraufhin mussten die Helfer unverrichteter Dinge wieder abrücken.
Der friedliche Protest kippte um, als plötzlich drei Journalisten identifiziert und mit einfacher körperlicher Gewalt und lautstarken Beleidigungen abgedrängt wurden. Die anwesende Polizei brachte die Medienvertreter in Sicherheit, um die Situation zu beruhigen. „Als dann mehrere Demonstrierende folgten, um die Journalisten aus allen Winkeln zu filmen und zu fotografieren, griffen die Beamten ebenfalls nicht ein. Sie hätten die Lage dann nicht mehr unter Kontrolle, lautete die lapidare Begründung der Beamten.“ Im Zusammenhang mit diesen Vorfällen kritisierte der Deutsche Journalisten-Verband (DJV) das Verhalten der sächsischen Polizei gegenüber Medienvertretern. Der DJV-Bundesvorsitzende Michael Konken erklärte hierzu: „Es drängt sich zunehmend der Eindruck auf, dass die Ordnungshüter Journalisten als Störenfriede sehen“. Zu den Protesten stieß auch die ehemalige Pegida-Kandidatin der Oberbürgermeisterwahlen, Tatjana Festerling, und machte Stimmung gegen die Asylbewerber, indem sie behauptete, dass immer mehr Flüchtlinge mit Zügen ankommen würden. Ein Anwohner forderte daraufhin, diese Züge nach Berlin umzuleiten, wobei ein anderer Teilnehmer noch ergänzte: „Nein, nach Auschwitz.“
Am 1. Oktober 2015 besuchte der Oberbürgermeister unangekündigt die zu diesem Zeitpunkt etwa 60 Protestierer, um sich ihren Fragen zu stellen. Er kam in den 60 Minuten seiner Anwesenheit kaum dazu, einen Satz zu Ende zu führen, weil er von der aufgebrachten Menge lautstark durch Gegenfragen und Statements unterbrochen wurde. Es wurden insbesondere Ängste vor kriminellen Ausländern und vor einem Verfall der Grundstückspreise in Übigau laut. Auch Tatjana Festerling war wieder anwesend und fragte nach dem Sicherheitskonzept sowie nach einer Garantie vor Salafisten. Außerdem wollte sie wissen, ob die Asylbewerber wenigstens nach Religionen getrennt werden. Hilbert argumentierte mit derzeit angeblich täglich 800 neuen Asylbewerbern in Sachsen und dem Begriff der Notsituation. Bei dem folgenden Ortstermin in der Turnhalle Schleiermacherstraße in Dresden-Plauen äußerte er sich: „Wir benötigen für die Flüchtlinge eine menschenwürdige Unterbringung, deshalb die Turnhallen.“
Am 2. Oktober 2015 erklärte der CDU-Stadtrat Veit Böhm bei einem Schlichtungsgespräch mit den immer noch vor Ort protestierenden Bürgern: „Ich habe mich in der Asylthematik bezüglich der Informationspolitik der Stadt mehrfach darüber geärgert, dass die Bevölkerung nur einen Tag vorher über derart drastische Maßnahmen informiert wird. Dass sich die Bürger dabei überfahren fühlen, ist völlig nachvollziehbar.“ Auch der Innenminister und CDU-Landtagsabgeordnete für den neuen Wahlkreis 47 (Dresden 7), Markus Ulbig, bot seine Gesprächsbereitschaft an. Im Landtag hingegen bezog er in einer Debatte mit der Opposition gegen die Blockierer Stellung: „Bezüglich Belegung und Versorgung von Flüchtlingseinrichtungen in Sachsen hat die Polizei dies auch immer durchgesetzt und wird es weiterhin konsequent tun“. Die Polizei werde keine Blockaden dulden und diese notfalls auch mit Gewalt auflösen. Die anwesenden Protestierer verwahrten sich dagegen, medial als ausländerfeindlich oder rechtsextrem dargestellt zu werden. Sie möchten nur keine Zustände wie in Heidenau und Freital und forderten ein tragfähiges Sicherheitskonzept.
Am 4. Oktober 2015 wurde gegen 20 Uhr durch etwa zehn vermummte Personen das Übigauer Hausprojekt „Mangelwirtschaft“ in der Overbeckstraße 26 angegriffen. Durch die Geräusche bei der Beschädigung der Briefkastenanlage wurden die bereits sensibilisierten Projektmitglieder auf den Angriff aufmerksam, worauf die Vermummten flüchteten. Die Bewohner hatten Kritik an den Protesten in der nahe gelegenen Thäterstraße geübt. Infolgedessen wurden sie angefeindet – Personengruppen vor der „Mangelwirtschaft“ provozierten und beleidigten die 22 Mitglieder der „Gruppe Wohnlabor 26 e. V.“ und fotografierten bzw. filmten das Hausprojekt. Eine Bewohnerin erklärte zu den Vorfällen: „Entgegen der Behauptung der Blockierenden, es würde sich um eine friedliche Anwohnerversammlung handeln, werden von dort aus Andersdenkende bedroht und eingeschüchtert.“
Am 5. Oktober 2015 kündigte die Stadt entgegen einer vorherigen Verlautbarung der Polizei an, dass die Blockierer geräumt würden, wenn die Halle benötigt wird. Derzeit wären die 59 für Übigau geplanten Asylbewerber aber noch nicht zugewiesen worden. Hintergrund ist eine Absatzbewegung aus der Zeltstadt. Von den 673 von der Bundespolizei bundesweit in einer Woche aufgegriffenen Asylbewerbern waren 40 aus der Bremer Straße in Dresden.
Am 7. Oktober 2015 forderte der sächsische Ausländerbeauftragte Geert Mackenroth ein Ende der Blockaden von geplanten Asylunterkünften. Damit bezog er sich auf die Blockaden in Übigau und in Chemnitz-Einsiedel. Die Asylbewerber müssten vor dem Winter jetzt unter hohem Zeitdruck ein Dach über dem Kopf bekommen. „Wer aber versucht, Gemeinschaftsunterkünfte in ‚seinem‘ Stadtteil, ‚seiner‘ Nachbarschaft um jeden Preis zu verhindern, handelt unsolidarisch, wenn nicht sogar rechtswidrig.“
Mitte Oktober hatte sich der Protest durch den Aufbau eines Zeltes verstetigt. Etwa ein Dutzend Personen zeigten „auf Hockern in Schwarz-Rot-Gold Präsenz“.
In der Nacht von Samstag, den 17. Oktober auf Sonntag, den 18. Oktober bemerkte gegen 4.30 Uhr (nach Angaben der Sächsischen Zeitung gegen 3.30 Uhr) ein 37-Jähriger von der Mahnwache der Bürgerinitiative „Wir sind Übigau“, dass zwei schwarz bekleidete männliche Unbekannte um das Zelt schlichen und sich verdächtig verhielten. Als der Mann aus dem Zelt ging und die Männer ansprach, wurde er zu Boden geworfen und erlitt dabei einen Schlüsselbeinbruch und weitere Verletzungen, so dass er im Krankenhaus operiert werden musste. Daraufhin stürmten in der folgenden Nacht vom 18. auf den 19. Oktober 2015 kurz vor Mitternacht etwa zehn Vermummte auf das Grundstück des Wohnprojektes Mangelwirtschaft in Übigau und griffen das Haus mit Pflastersteinen, Pyrotechnik und Buttersäure an. Es wurden mehrere Scheiben zerstört und die Fassade, ein Fahrrad und ein Teil der Inneneinrichtung beschädigt. „Zudem versuchten die Täter, mittels Pyrotechnik zwei mit einer übelriechenden Substanz präparierte Plastikflaschen zu zünden. Eine Plastikflasche zerbarst dabei an der Hauseingangstür. Die andere Flasche wurde nicht zerstört. Beide Gefäße werden jetzt auf Spuren untersucht.“
Da die Bürgerinitiative „Wir sind Übigau“ in der Zufahrt zur Turnhalle auf einem Privatgrundstück protestierte, wurde seitens der Stadt ein neuer Zugang zur Turnhalle in der Carrierastraße durch das Fällen von Bäumen geschaffen. Daraufhin begann die Stadt am 22. Oktober mit der Einrichtung der Turnhalle über diesen Nebeneingang. Eine symbolische Sitzblockade von sechs Mitgliedern der Bürgerinitiative wurde friedlich durch ein Polizeiaufgebot von drei Hundertschaften aufgelöst. Die rund 270 eingesetzten Beamten sicherten die Turnhalle und verhinderten auch weitere Blockaden und Proteste von Seiten des Protestzeltes aus, wo sich rund 50 Personen friedlich versammelt hatten. Zunächst weigerten sich die rund 40 Flüchtlinge allerdings, die Turnhalle zu beziehen, da ihnen diese Unterkunft nicht zusagte. Aufgrund der prekären Lage wurde das Gebiet der Werftstraße für den Verkehr gesperrt. Davon waren auch die Busse betroffen. Unter dem Eindruck der massiven Polizeipräsenz fügten sich nach einigen Stunden schließlich auch die Asylbewerber in die Unterbringung. Bemängelt wurde die mangelhafte Einrichtung, die mangelhafte Versorgung sowie das Fehlen von WLAN. Ob die Asylbewerber über die Proteste vor Ort vorinformiert waren, ließ sich nicht ermitteln, auch nicht, ob die einstweilige Weigerung hiermit in ursächlichem Zusammenhang stand. Am Abend brachten Vertreter der Bürgerinitiative „Übigau sagt Willkommen“ Kuchen vorbei und wollten die neuen Nachbarn begrüßen. „Eine Übergabe in der Halle wurde nicht gestattet, niemand außer den Flüchtlingen wird in die Unterkunft gelassen. Dafür sorgen die zahlreichen Ordner.“
Am 23. Oktober 2015 baute die Bürgerinitiative „Wir sind Übigau“ ihr Protestzelt wie am Vortag versprochen gegen 17 Uhr mit einer symbolischen Aktion ab und hinterließ einen Aufkleber zur Erinnerung an den mehr als dreiwöchigen Protest.

### Proteste gegen die Erstaufnahmestelle auf dem Flughafen Klotzsche

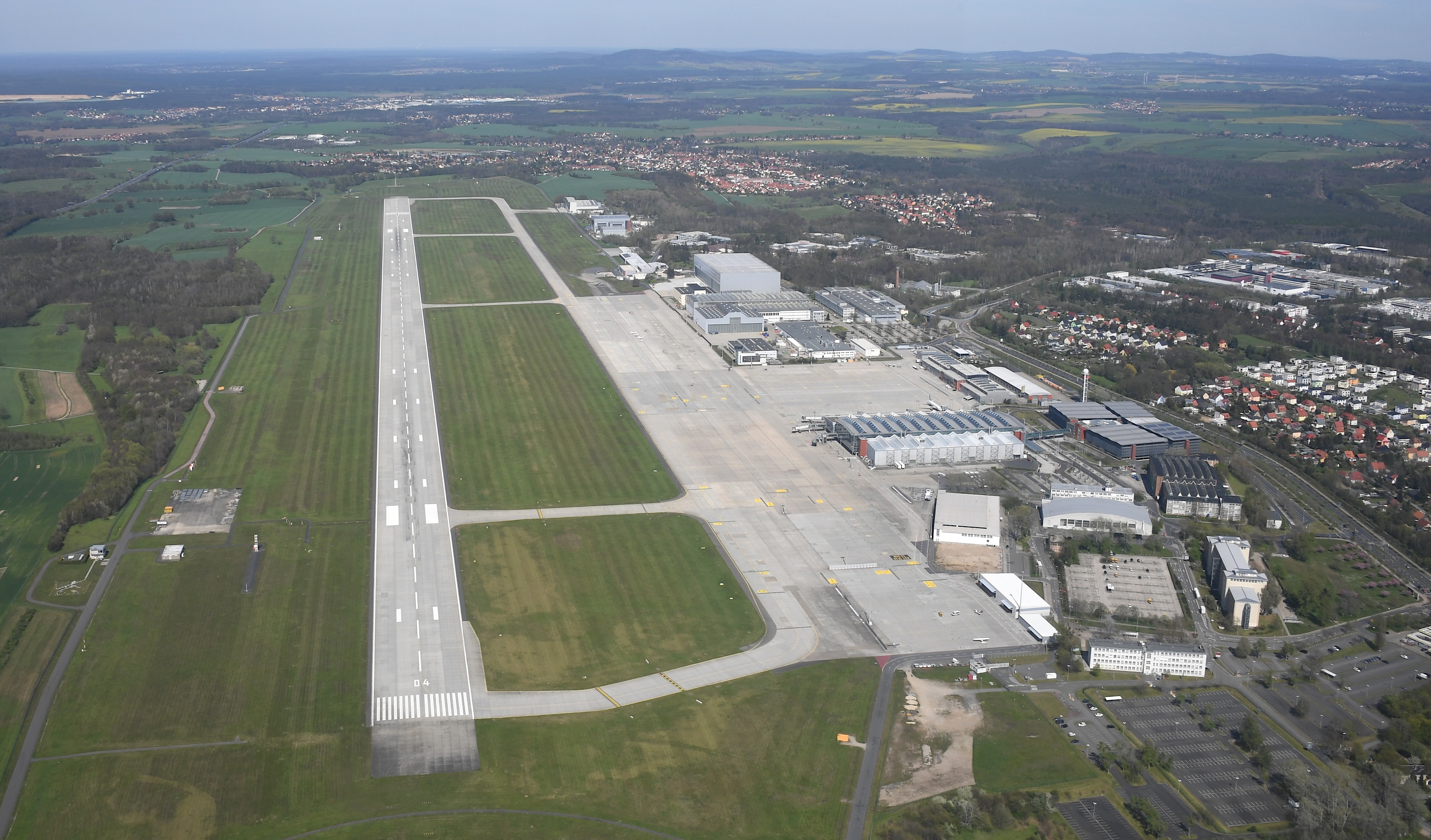
Flughafen Dresden-Klotzsche, der Parkplatz P4 befindet sich rechts unten vor dem weißen Gebäude

Am 1. Oktober 2015 kündigte der Freistaat Sachsen die Errichtung einer Erstaufnahmeeinrichtung auf dem großen Außenparkplatz P4 an der Westseite des Flughafens Dresden-Klotzsche an. Zu diesem Zeitpunkt standen für 15.000 neue Asylbewerber in Sachsen lediglich 13.000 Plätze zur Verfügung. Der Sprecher der Landesdirektion Sachsen, Ingolf Ulrich, sagte: „Dort sollen mittels Leichtbauhallen 500 Asylbewerber Unterkunft finden. Die baulichen Maßnahmen beginnen kurzfristig. Die Fertigstellung der Interimsunterkunft ist für November geplant“.
Daraufhin organisierte der AfD-Kreisverband Dresden für den 15. Oktober eine Protestveranstaltung gegen diese Asylbewerbereinrichtung. Mitgetragen wird der Protest vor allem durch die Bürgerinitiative „Dresden-Klotzsche sagt nein zum Heim“, welche 2300 Bürger vereint (Stand vom 8. Oktober 2015). Die Anwohner „wollen kein Asylbewerberheim in der Nähe von Schulen und Kindergärten. Außerdem fordern sie ein konsequentes Umsetzen des Asylrechts“.
Die geplante Demonstration führte schon im Vorfeld zu einer gemeinsamen Presseerklärung der Klotzscher Stadträte Ulrike Caspary (BÜNDNIS 90/DIE GRÜNEN) und Anja Apel (DIE LINKE), welche sich klar gegen diese Veranstaltung und eine Teilnahme daran positionierten. „Wir sind besorgt, wie im Dresdner Norden, also in Hellerau und Klotzsche, die Gräben zwischen den Menschen immer tiefer werden … Mit solchen Demonstrationen ist niemandem geholfen, sie verbreiten nur, wie bereits in anderen Stadtteilen geschehen, Angst.“
An der von „Merkel-muss-weg“-Rufen begleiteten Demonstration nahmen zwischen mehreren Hundert (nach Angaben der Sächsischen Zeitung 300) und 2.000 (nach Angaben des Veranstalters) Personen teil. Bei dieser Gelegenheit forderte der Landtagsabgeordnete André Wendt (AfD) die sofortige Schließung der Grenzen. Zwei Journalisten wurden am Rand der Veranstaltung bedrängt und beschimpft.

### Brandanschlag auf eine geplante Asylunterkunft in Prohlis
Die Stadt Dresden kündigte Anfang Oktober 2015 an, dass in den Herbstferien etwa 150 Flüchtlinge im Haus A des Prohliser Schulstandortes Boxberger Straße 1/3 untergebracht werden. Dieses Schulgebäude steht bis zum Sommer 2016 leer. Das Gebäude befindet sich unmittelbar neben dem Bauauslagerungsstandort der 89. Grundschule auf der Boxberger Straße. Daraufhin versammelten sich am 5. Oktober etwa 50 bis 60 Personen vor der Schule, um gegen diese Entscheidung zu protestieren. Die Polizei hinderte mit einem Großaufgebot die Gruppe am Betreten der Schule. Der Aufforderung den Ort zu verlassen kamen die Personen nur sehr zögerlich nach. Einzelnen Rädelsführern aus der Gruppe wurden Platzverweise erteilt. Laut Polizei kam es in diesem Zusammenhang zu weiteren Flaschenwürfen auf die Beamten, insgesamt mussten fünf Personen in Gewahrsam genommen werden. Im Umfeld der Schule zündeten Unbekannte zudem mehrfach Feuerwerkskörper.
Insgesamt hat die Polizei in vier Fällen Ermittlungen wegen Körperverletzung sowie gefährlicher Körperverletzung aufgenommen. Daneben wurden zwei Anzeigen wegen Widerstandes gegen Vollstreckungsbeamte sowie eine Anzeige wegen Beleidigung erstattet. Am gleichen Abend tagte auch der Ortsbeirat Prohlis zu diesem Thema. Hier mussten Teilnehmer der Sitzung durch Ordnungskräfte entfernt werden.
Daraufhin warfen Unbekannte in der Nacht vom 6. auf den 7. Oktober vier Molotowcocktails auf die Grundschule in Dresden-Prohlis. „Wie das Operative Abwehrzentrum (OAZ) mitteilte, wurden die Brandsätze in der Nacht zwischen 1.30 Uhr und 2 Uhr in den Bereich geworfen, der für die Flüchtlingsunterbringung im Gespräch ist. Feuer brach nicht aus, es entstand jedoch Sachschaden in noch nicht bezifferter Höhe. Wie das OAZ weiter mitteilt, ist ein rechtsgerichteter Tathintergrund sehr wahrscheinlich.“

### Proteste gegen ein geplantes Asylbewerberheim in Laubegast
Am 27. Oktober 2015 gab die Stadt Dresden bekannt, das Hotel „Prinz Eugen“ in Laubegast über die städtische Tochtergesellschaft STESAD erwerben zu wollen. Ab Ende des Jahres sollen dort in 47 Zimmern 115 Asylbewerber untergebracht werden. Bereits 2014 war ein Asylbewerberheim in dem Hotel durch Bürgerprotest verhindert worden. Noch am gleichen Abend versammelten sich zwischen 18 und 20 Uhr etwa 200 bis 300 Anwohner und Asylgegner vor dem Hotel. Am Rande dieser Demonstration wurde ein 18-Jähriger angegriffen und verletzt.
Ende Mai 2016 veranstaltete die Dresdner Sozialbürgermeisterin Kristin Kaufmann (DIE LINKE) einen „Tag der Offenen Tür“ im Hotel. Begleitet von einer fremdenfeindlichen Demonstration vor dem Gebäude besuchten rund 250 Interessierte das Haus und schauten sich an, wie die Flüchtlinge untergebracht werden. Kurz vor Ende der Veranstaltung versuchten Unbekannte, bewusst einen Wasserschaden herbeizuführen. Der Sicherheitsdienst bemerkte die aufgedrehten Wasserhähne und konnte so einen großen Schaden verhindern.

## Diskussionen um möglichen Hintergrund

### Fremdenfeindlichkeit
Von mehreren Medien wurde darauf verwiesen, dass Dresden neben Chemnitz und Erfurt zu den bedeutendsten Siedlungszentren für Gastarbeiter in der DDR gehörte. Bereits in der Zeit der kommunistischen SED-Diktatur in den 1980er Jahren habe es in der Bevölkerung trotz jahrzehntelanger DDR-Erziehung zur „Völkerfreundschaft“ Ressentiments gegenüber Ausländern gegeben, welche nach der Wende in Attacken auf Asylbewerber- und Gastarbeiterquartiere gemündet hätten. Seit den 1990er Jahren, in denen sich die Zuwanderung von Asylbewerbern und Flüchtlingen nach Deutschland deutlich erhöhte, entfaltete sich nicht nur in Dresden selbst, sondern auch im Umland eine starke rechtsextreme Szene. Während die Skinheads Sächsische Schweiz seit 2001 verboten sind, erhalten ausländerfeindliche Proteste wie die in Freital zunehmend Zulauf. Von 2004 bis 2014 war die NPD im Sächsischen Landtag vertreten, die bei der vorletzten Landtagswahl mit 4,9 % nur knapp an der Fünf-Prozent-Hürde in Deutschland scheiterte. Seither sitzt stattdessen die ebenfalls rechtsgerichtete Alternative für Deutschland im sächsischen Parlament. Insgesamt lag der rechtsgerichtete Stimmenanteil nunmehr bei fast 15 %. Vor diesem Hintergrund erhielt die 2006 ins Leben gerufene Denkfabrik der NPD den Namen Dresdner Schule. Das Nachrichtenmagazin Der Spiegel schrieb, dass es möglicherweise eine „Sachsen-Besonderheit“ gebe und zitierte dabei die New York Times, welche die Fremdenfeindlichkeit der Region mit der kommunistischen Vergangenheit als „Tal der Ahnungslosen“ in Verbindung brachte, wo kein Westfernsehen empfangen werden konnte. Am Rande einer Pegida-Demonstration im März 2015 sprach die Büroleiterin der New York Times in Berlin, Alison Smale, mit Protestierenden. Diese begründeten ihre Haltung mit den Zuständen in einzelnen Stadtteilen Berlins, Kölns sowie des Ruhrgebietes, in denen sich die lokale Bevölkerung zu einem erheblichen Teil aus Migranten zusammensetzt. Solche Verhältnisse wollten die Demonstranten in ihrer Heimat „nicht haben“.

#### Aufruf zur Demonstration durch die AfD
Am 14. August 2015 lud der Landesverband der AfD, die Landtagsfraktion und der Kreisverband Dresden seine Anhänger und Förderer in einer internen Mitteilung zum Mitmachen bei einer Kundgebung am 19. August 2015 um 17.00 Uhr ab dem markanten Goldenen Reiter durch das Dresdner Regierungsviertel ein. Man wollte „auf die derzeitige katastrophale Asylpolitik in Sachsen und auf Bundesebene hinweisen“ und bat um das Mitbringen von Deutschland- oder Bundesländerfahnen. Die AfD wies darauf hin, dass „Plakate, Banner und Faltblätter vor Ort durch uns zur Verfügung gestellt werden“, andere Banner, Plakate und Flyer aber nicht zugelassen würden. Es wurde mit der Bundesvorsitzenden Frauke Petry, die auch dem Landesverband und der Landtagsfraktion in Sachsen vorsteht, als Hauptrednerin geworben. „Extremistische Parolen oder Fahnen werden wir auf dieser Veranstaltung nicht dulden. Jeder Teilnehmer, der dieses berücksichtigt, ist herzlich willkommen“, sagte der sächsische AfD-Generalsekretär und parlamentarische Geschäftsführer Uwe Wurlitzer.

#### Aufruf zur Gegendemonstration von der Partei Die Linke
Am 18. August riefen die beiden Vorsitzenden des Dresdner Stadtverbandes der Partei Die Linke Sarah Buddeberg und Jens Matthis die Dresdner Bürger dazu auf, sich Rassismus und Fremdenfeindlichkeit entgegenzustellen und damit die Willkommenskultur zu stärken. Die Aktion der AfD sei so überflüssig wie populistisch. Angesichts der ohnehin angespannten Situation in Dresden mit Angriffen und Beleidigungen von Flüchtlingen und Menschen mit Migrationshintergrund sei es unverantwortlich, weiter Öl ins Feuer zu gießen. „Wer in dieser aufgeheizten Situation weiterhin vor Asylmissbrauch warnt, verkennt den Ernst der Lage oder nimmt eine weitere Eskalation billigend in Kauf.“

#### Pressemitteilung der AfD-Stadtratsfraktion vom 19. August 2015
Zum Termin der Demonstration gab das Dresdner Stadtratsmitglied der AfD Gordon Engler am 19. August 2015 die Pressemitteilung „Zahl der abgelehnten Asylbewerber steigt weiter“ heraus. Engler wies hierin darauf hin, dass am Stichtag (31. Juli 2015) 2.769 Asylsuchende durch die Landeshauptstadt Dresden betreut wurden, also 406 Personen mehr als noch Ende März 2015. Weiterhin stellte er klar, dass in diesen Zahlen die Asylbewerber und Flüchtlinge, die zwar in Dresden leben, aber durch die Landesdirektion Sachsen und nicht durch die Landeshauptstadt Dresden betreut werden, noch nicht mit eingerechnet sind. Hieraus schlussfolgerte er die weitere Notwendigkeit zusätzlicher Unterbringungskapazitäten wie Containerdörfer und brachte erneut seinen Vorschlag ins Spiel, den Alaunpark in der Dresdner Neustadt mit in Betracht zu ziehen. In Deutschland würden statistisch gesehen Flüchtlinge unterdurchschnittlich in jenen Stadtteilen untergebracht, wo die besonders willkommensbereiten Menschen leben, welche rot-grün wählen. Abschließend machte er darauf aufmerksam, dass sich die derzeitigen Probleme auch anders lösen ließen als mit sporadisch errichteten Notunterkünften: „Von März bis Juli hat sich die Zahl der abgelehnten Asylbewerber in Dresden von 615 auf 766 Personen erhöht. Das ist ein Zuwachs von knapp 25 Prozent in vier Monaten. Hier ist der Freistaat Sachsen in der Pflicht, geltendes Recht umzusetzen und abgelehnte Asylbewerber auch wieder abzuschieben.“

#### Demonstration der AfD am 19. August 2015
Am 19. August zogen je nach Angabe zwischen 500 (DNN) und 1500 (MDR) Teilnehmer vom Goldenen Reiter in der Dresdner Neustadt entlang der Großen Meißner Straße über den Carolaplatz und die Wigardstraße über das Hauptstaatsarchiv zur Rückseite der Staatskanzlei. Vor dem Innenministerium wurde eine Kundgebung abgehalten. Als Redner traten die Landtagsabgeordneten Jörg Urban und André Wendt sowie wie angekündigt die Bundesvorsitzende Frauke Petry in Erscheinung. Sie sprachen sich einhellig gegen die ihrer Meinung nach zu hohe Zahl von Flüchtlingen aus und forderten eine verstärkte Abschiebung und eine rigidere Aufnahmepolitik. Die Bundesvorsitzende präsentierte bei ihrer Rede den Vorschlag, dass Asylbewerber Bürgerdienste leisten sollten. Nach der Kundgebung vor dem Amtssitz des sächsischen Innenministers Markus Ulbig löste sich die Versammlung auf.
Neben den Deutschlandfahnen führten die Demonstranten eine Vielzahl von Parteifahnen, Plakaten und Bannern in den Parteifarben Blau-Rot-Weiß mit sich. Besonders häufig war ein Plakat mit der Aufschrift „NPD ist keine Lösung!!!“ vertreten. Darüber hinaus gab es weitere Plakate der AfD mit Forderungen wie „Genug geredet! Asylchaos beenden!“, „Tun Sie was, Herr Tillich! Keine Aufnahme aus sicheren Herkunftsländern!“, „Kommunen und Burger entlasten!“ und „Mehr Personal beim BAMF! AfD wirkt!“. Auf einem privaten Plakat mit ausnahmsweise braunem Hintergrund war zu lesen: „Einwanderungsquote durch Volksentscheid – Ja oder Nein“. Unter den Teilnehmern waren allerdings entgegen der Ankündigung keine sichtbaren NPD-Kader, dafür viele Pegida-Teilnehmer. Demzufolge waren auch alle üblichen Pegida-Sprüche von „Volksverräter“ bis hin zu „Lügenpresse“ zu hören. Außerdem wurde immer wieder „Wer Deutschland nicht liebt, soll Deutschland verlassen“ skandiert.
In dem Gefühl der zahlenmäßigen Überlegenheit der AfD-Demonstranten wurden die etwa 80 Gegendemonstranten massiv abgefilmt, fotografiert und beleidigt. Zwischen beiden Seiten kam es daraufhin mehrfach zu Wortgefechten und vereinzelt sogar zu körperlichen Auseinandersetzungen. Ein AfD-Sympathisant schlug offenbar nach gegenseitigen verbalen Attacken am Neustädter Markt auf Gegendemonstranten ein, worauf ein Handgemenge entstand. Die beiden Lager mussten unter Einsatz einfacher körperlicher Gewalt durch die Polizei getrennt werden. Danach wurde eine Polizeikette gebildet, um die AfD-Demonstranten von den Befürwortern der Willkommenskultur getrennt zu halten. Auch die Dresdner Regierungsgebäude mussten durch die Polizei vor allem gegen gewaltbereite Asylbefürworter abgesichert werden. Zum Ende der Demonstration musste eine weitere Handgreiflichkeit von den Beamten geschlichtet werden. Ein AfD-Teilnehmer hatte einem Gegendemonstranten ins Gesicht gespuckt, der daraufhin zuschlug. Die Polizei nahm die Personalien von beiden Beteiligten auf.
Der Deutschlandfunk bewertete die Demonstration als ein „Öl-ins-Anti-Asyl-Feuer-Gießen“, welches sich „unter dem Deckmäntelchen des bürgerlichen Protestes“ verstecke. Er bezeichnete die AfD als rechtspopulistisch. Obwohl die AfD-Demonstranten vor allem Rentner seien, zeigten sie dennoch „den gleichen Hass in den Augen“ und es würden die gleichen Parolen wie bei den Hooligans und Neonazis in Freital und anderswo erklingen. Der Sender kam zu dem Schluss: „Die rechten Parolen und Denkmuster sickern langsam aber sicher in die bürgerliche Gesellschaft ein und verfestigen sich dort.“

### Willkommensnetzwerk
In Dresden engagiert sich das Netzwerk „Dresden für Alle“ für eine offene Willkommenskultur. Es „verbindet Menschen und Organisationen, die sich im Sinne des Grundkonsenses für eine demokratische, menschenwürdige und inklusive Stadtgesellschaft engagieren“. Es möchte ein möglichst breites Spektrum der Stadtgesellschaft repräsentieren. Das Netzwerk steht für die Gleichberechtigung von Menschen unabhängig von ihrer Herkunft und ihrer Weltanschauung und setzt sich für eine inklusive Stadtgesellschaft ein, „die die Unterschiedlichkeit ihrer Bewohner*innen als Stärke anerkennt“.